# 德国科学基金会
德国科学基金会（Deutsche Forschungsgemeinschaft，缩写DFG），又译德意志研究联合会，是德国一家独立的全国性科学资助机构，负责资助德国高等院校和公共性研究机构的科学研究，总部位于波恩。德国科学基金会每年提供约13亿欧元，为各个科学领域的研究项目提供经费，并促进科学家之间的合作，是欧洲最大的科學研究机构。截止2017年，約有100所大學和研究所加入了該基金會。